# David Mendes da Silva
Davide Miquel Mendes da Silva Gonçalves (Rotterdam, 4 augustus 1982) is een Nederlands voormalig betaald voetballer van Kaapverdische afkomst. Mendes da Silva werd in juli 2023 veroordeeld tot 7 jaar cel voor drugshandel.

## Loopbaan
Op 14 april 2000 maakte Mendes da Silva zijn debuut in het betaalde voetbal, toen hij met Sparta Rotterdam aantrad in de verloren uitwedstrijd tegen FC Utrecht. Na enkele wedstrijden meldde Newcastle United zich bij de Rotterdamse eredivisionist om Mendes da Silva voor enkele miljoenen euro's over te nemen. Sparta en Mendes da Silva legden het bod naast zich neer.

In december 2002 meldde Ajax zich in Rotterdam om Mendes da Silva over te nemen. De Amsterdamse club huurde hem eerst. Ajax raakte niet overtuigd, waarna Mendes da Silva terugkeerde naar Sparta. Enkele dagen voor de start van het seizoen 2004/2005 nam NAC Breda de Rotterdammer over voor een transfersom van 50.000 euro. Sparta bedong hierbij dat het 50% van de transferopbrengsten bij een doorverkoop van Mendes da Silva aan een andere club kreeg.
Tijdens zijn eerste seizoen bij de Bredase voetbalclub toonde AZ al belangstelling voor Mendes. Een transfer ketste in 2005 op het laatste moment af. In de zomer van 2006 maakte de Rotterdammer alsnog de overstap naar AZ.
Met AZ liep Mendes da Silva in het seizoen 2006/07 op de laatste speeldag het kampioenschap mis. Hij werd in het seizoen 2008/09 alsnog kampioen van de Eredivisie. In het seizoen erna speelde hij met AZ in de UEFA Champions League, in een poule met Arsenal, Olympiakos Piraeus en Standard Luik. Mendes da Silva maakte thuis tegen Arsenal in de laatste minuut de 1–1, op aangeven van Graziano Pellè. Aan het eind van dat seizoen vertrok hij.
Hij tekende in juli 2010 een driejarig contract bij Red Bull Salzburg, dat hem overnam van AZ. In februari 2013 werd zijn contract aldaar ontbonden en in de zomer van 2013 tekende hij een contract voor drie seizoenen bij Panathinaikos. Op 30 oktober 2015 maakte Mendes da Silva bekend dat hij stopte als voetballer en verder ging als assistent-trainer bij de club.
Mendes da Silva kwam in juni 2016 terug van zijn besluit om te stoppen. Hij sloot zich daarop op amateurbasis aan bij Sparta Rotterdam. Aan het eind van het seizoen beëindigde hij zijn carrière opnieuw.

## Nederlands elftal
Hij was Nederlands jeugdinternational en nam deel aan het Europees kampioenschap voetbal onder 18 - 2000. Bondscoach Marco van Basten selecteerde Mendes da Silva voor de oefeninterland tegen Engeland op 15 november 2006. Hij speelde echter niet. Op 7 februari 2007 debuteerde hij in de wedstrijd tegen Rusland alsnog voor het Nederlands elftal. In de 63e minuut kwam hij binnen de lijnen voor Nigel de Jong. Deze wedstrijd eindigde in een 4-1-overwinning voor Nederland.

### Interlands
| Datum      | Wedstrijd             | Uitslag | Doelpuntenmakers |
| ---------- | --------------------- | ------- | --- |
| 07-02-2007 | Nederland - Rusland   | 4-1     | 1-0: Ryan Babel '68, 2-0: Wesley Sneijder '71, 2-1: Vladimir Bystrov '76, 3-1: Joris Mathijsen '80, 4-1: Rafael van der Vaart '89 |
| 19-11-2008 | Nederland - Zweden    | 3-1     | 1-0: Robin van Persie '32, 2-0: Robin van Persie '48, 2-1: Kim Källström '50, 3-1: Dirk Kuijt '90                                 |
| 11-02-2009 | Tunesië - Nederland   | 1-1     | 0-1: Klaas-Jan Huntelaar '61, 1-1: Jamel Saihi '67                                                                                |
| 06-06-2009 | IJsland - Nederland   | 1-2     | 0-1: Nigel de Jong '9, 0-2: Mark van Bommel '16, 1-2: Kristján Sigurdsson '88                                                     |
| 12-08-2009 | Nederland - Engeland  | 2-2     | 1-0: Dirk Kuijt '10, 2-0: Rafael van der Vaart '37, 2-1: Jermaine Defoe '49, 2-2: Jermaine Defoe '76                              |
| 05-09-2009 | Nederland - Japan     | 3-0     | 1-0: Robin van Persie '69, 2-0:Wesley Sneijder '73, 3-0:Klaas-Jan Huntelaar '87                                                   |
| 10-10-2009 | Australië - Nederland | 0-0     | |

## Erelijst
AZ Alkmaar
- Landskampioen

2008/09
- Johan Cruijff Schaal

2009
 Red Bull Salzburg
- Landskampioen

2011/12
- Oostenrijkse voetbalbeker

2011/12
 Panathinaikos
- Beker van Griekenland

2013/14

## Na zijn voetbalcarrière
In juli 2023 werd Mendes da Silva veroordeeld tot zeven jaar gevangenisstraf vanwege zijn aandeel in cocaïnesmokkel.